# Ona famiglia de cialapponi
Ona famiglia de cialapponi è una commedia teatrale scritta da Carlo Dossi con l'aiuto di Luigi Perelli.

## Trama
La commedia rappresenta uno dei pochi lavori per teatro scritti direttamente da Dossi in dialetto milanese come esaltazione all'ampollosa prosa "manzoniana" di moda in quegli anni.
La trama si incentra attorno alle vicende della famiglia Matriggiani, definita una famiglia di cilapponi (termine con cui nel dialetto milanese si indicano persone fatue, sprovvedute e superficiali). Questi sono profondamente legati ai loro quarti di nobiltà ed a quello che per loro rappresenta l'aristocrazia, sebbene a livello finanziario siano ormai ridotti sul lastrico, dal momento che sono convinti che un nobile non debba né lavorare né studiare. Il tratto comico della penna di Dossi si nota con grande facilità negli strafalcioni della protagonista femminile, donna Barbara (che ad esempio chiama il maresciallo Windisch-Graetz storpiandone il nome in marescial Vint-disgrazi, "maresciallo venti disgrazie", o ancora dice imitando il francese "...on collier d'emorroid sul seno” al posto di usare il francesismo émerauds, smeraldi).
La famiglia Matriggiani, alla fine e per necessità, cerca comunque di accasare la figlia Zelmira con Giulio Tizzoni, ed il figlio marchesino Arturo con Fanny Borletti, altrettanto ricca ma già fidanzata segretamente con Giulio. Alla fine del racconto solo Fanny e Giulio riusciranno a sposarsi, tra pari, mentre i nobili rimarranno delusi ed amareggiati, chiusi nella loro alterigia. Interessante, soprattutto nel finale, notare le critiche che Dossi muove al mondo dell'aristocrazia di cui lui pure faceva parte, ma che odiava nelle sue inutili chiusure e soprattutto di cui contestava l'ipocrisia di fine Ottocento, quando ai titoli si contrapponevano poi le reali necessità di mandare avanti una famiglia.

## Edizioni
- Carlo Dossi, Ona famiglia de cialapponi, Treves, 1873.